# Philipp von Jolly
Philipp von Jolly (ur. 26 września 1809 w Mannheim, zm. 24 grudnia 1884 w Monachium) – niemiecki fizyk i matematyk; ojciec Friedricha Jolly'ego. 
Studia matematyczno-techniczne w latach 1829-1833 odbył w Heidelbergu. Po uzyskaniu doktoratu (1834) i bezpośrednio po habilitacji z matematyki, fizyki i techniki został mianowany adiunktem. Profesor matematyki od 1839, a od 1846 profesor fizyki. Przez 20 lat aż do jesieni 1854 wykładał na uniwersytecie w Heidelbergu. Jesienią 1854 przeniósł się na Uniwersytet w Monachium. Jego uczniem był Max Planck.